# Río Nessadiou
El río Nessadiou es un río de Nueva Caledonia. Tiene un área de influencia de 87 kilómetros cuadrados.